# Мигалкин, Александр Васильевич
Алекса́ндр Васи́льевич Мига́лкин (20 июня 1958, с. Борогонцы, Усть-Алданский район, Якутская АССР — 1 декабря 2012) — якутский российский политик и дипломат, министр внешних связей Республики Саха (Якутия) в 1999—2006 годах, генеральный консул Российской Федерации в Эрдэнэте (Монголия) в 2006—2010 годах.

## Биография
Александр Васильевич Мигалкин родился 20 июня 1958 года в селе Борогонцы Усть-Алданского района Якутской АССР. В 1980 году он окончил Якутский государственный университет. После этого в 1980—1981 годах он работал учителем Мюрюнской средней школы Усть-Алданского района Якутии.
С 1981 года — на комсомольской работе: инструктор Усть-Алданского райкома ВЛКСМ (1981—1982), 2-й секретарь Усть-Алданского райкома ВЛКСМ (1982—1983), слушатель Высшей комсомольской школы при ЦК ВЛКСМ (1983—1984, окончил в 1985), 1-й секретарь Нижнеколымского райкома ВЛКСМ (1984—1986), секретарь Якутского обкома ВЛКСМ (1986—1989). В 1989—1990 годах Мигалкин работал лектором Якутского обкома КПСС.
В 1990—1992 годах Мигалкин был аспирантом Российской академии управления. В 1994 году он защитил диссертацию на тему «Социокультурные факторы развития народов Севера в условиях перехода к рынку (на примере Республики Саха (Якутия))» и получил учёную степень кандидата философских наук.
В 1992—1997 годах Мигалкин был заместителем Постоянного представителя Республики Саха (Якутия) при Президенте Российской Федерации, отвечая за вопросы международных и внешнеэкономических связей. В 1997—1999 годах Мигалкин работал представителем Республики Саха (Якутия) в Секретариате Северного Форума в Анкоридже (Аляска, США).
В 1999 году Мигалкин был назначен министром внешних связей Республики Саха (Якутия) и занимал эту должность до 2006 года.
В январе 2006 года приказом по Министерству иностранных дел Российской Федерации Мигалкин был назначен генеральным консулом России в Эрдэнэте (Монголия). В этой должности он проработал до 2010 года, после чего возвратился в Якутию. Награждён монгольским орденом «Полярная звезда», который считается высшей наградой, присуждаемой правительством Монголии иностранным гражданам.
С 2010 года Мигалкин заведовал кафедрой международных исследований Института зарубежной филологии и регионоведения Северо-Восточного федерального университета в Якутске, был советником заместителя Председателя Государственного Собрания Республики Саха (Якутия), а также советником генерального директора ОАО «Сахаэнерго».
Александр Васильевич Мигалкин скончался 1 декабря 2012 года после тяжёлой болезни.